# Михайлов-Расловлев, Михаил Сергеевич
Михаил Сергеевич Михайлов-Расловлев (19 май 1892, Владивосток — 27 апреля 1987, Париж) — русский поэт, писатель, переводчик. Георгиевский кавалер.

## Биография
Потомственный дворянин Аткарского уезда, представитель рода Михайловы-Расловлевы. Сын С. М. Михайлова-Расловлева (1866—1905), капитан-лейтенанта Российского императорского флота, исследователя Тихого океана. Детство провел в родовом имении в Барановке. Получил военное образование. Окончил Горную академию в Германии. В 1914 году вернулся в Россию. В 1917 вступил в Московское монархическое объединение.
Служил офицером, охотником на Черноморском флоте. Участник Первой мировой войны. Сражался с немцами и турками. Кавалер трех крестов Святого Георгия.
Участник Гражданской войны. Покинул Россию в 1920 году.
В эмиграции жил в Константинополе, затем в Париже с начала 1920-х. Один из лидеров монархического движения русской эмиграции.
Работал в Военном информационном центре французского Генерального штаба. Во французской Военной школе возглавлял отделение иностранных языков (1950-е).
Многолетний член правления Общества охранения русских культурных ценностей, в 1954 был избран 1-м вице-президентом Общества. Состоял членом Русской академической группы в Париже, Литературно-артистического общества, группы друзей общества «Православное дело». Член Морского собрания.

## Творчество
Публиковался с 1933 по 1983 годы в «La Bruyère». Составитель четырёхтомной антологии-хрестоматии русской поэзии и прозы XVIII—XX веков (на французском языке).
Перевел на французский язык сказки П. Ершова «Конёк-Горбунок» (1935).
Пропагандировал русскую литературу за рубежом. Познакомил Францию с трудами выдающихся писателей и поэтов России — от Державина и Пушкина до Бунина и Тютчева. Выступал с докладами, лекциями по истории русской литературы и культуры, на авторских литературно-поэтических вечерах.
С 1949 года печатался в журнале «Возрождение», сотрудничал в газете «Русское воскресенье» (1950-е), публиковался в журнале «Возрождение» (1961).
Прожив во Франции 65 лет, французского гражданства не принял.
Похоронен на кладбище Сент-Женевьев-де-Буа в Париже.

## Избранные произведения
Автор поэм, поэтических сборников, мемуаров
- «Слово о Святой Руси» (поэма),
- «К ногам творца» (сборник стихов),
- «Сорок лет тому назад» (мемуары, Севастополь в 1917—1918 и Гражданская война на Юге России),
- «Иван Иванович Тхоржевский и десятилетие тетрадей „Возрождение“» (монография, 1959) и др.

Выпустил сборники стихов: «У ног Создателя» (1976, Монреаль), «Родное слово» (1977, Лувен).